# توبوليف تي يو-123
توبوليف تي يو-123 (بالإنجليزية: Tupolev Tu-123)‏ هي طائرة دون طيار أنتجت في 1964. من صناعة توبوليف. كانت تستخدم بشكل أساسي من قبل الاتحاد السوفيتي. كان أول طيران لها في 1960. انتهت خدمتها في 1979. صنع منها 52 طائرة.